# La Fille de la Cinquième Avenue
Pour plus de détails, voir Fiche technique et Distribution.
La Fille de la Cinquième Avenue (ou Un ange en tournée ; Fifth Avenue Girl ou 5th Ave Girl) est un film américain de Gregory La Cava, sorti en 1939.

## Synopsis
Alfred Borden, PDG millionnaire, est déprimé, il se sent délaissé par sa famille qui le néglige oubliant même son anniversaire. Il rencontre à Central Park une jeune femme au chômage, Mary Grey. Il l’invite à dîner dans un night club à la mode pour fêter son anniversaire. Charmé par la joie de vivre de Mary, il lui propose de venir vivre chez lui afin d’attiser la jalousie de sa famille. 

## Fiche technique
- Titre : La Fille de la Cinquième Avenue ou Un ange en tournée
- Titre original : Fifth Avenue Girl ou 5th Ave Girl
- Réalisation : Gregory La Cava
- Scénario : Allan Scott et Gregory La Cava (non crédité)
- Production : Gregory La Cava
- Société de production : RKO
- Direction musicale : Roy Webb
- Musique : Robert Russell Bennett
- Photographie : Robert De Grasse
- Direction artistique : Van Nest Polglase
- Costumes : Howard Greer et Irene Greer (non créditée)
- Montage : William Hamilton et Robert Wise
- Pays de production : États-Unis
- Format : Noir et blanc - Son : Mono (RCA Victor System)
- Genre : Comédie romantique
- Durée : 83 minutes
- Dates de sortie :
  - États-Unis : 25 août 1939 (première à New York)
  - États-Unis : 22 septembre 1939 (sortie nationale)
  - France : 24 avril 1940

## Distribution
- Ginger Rogers : Mary Grey
- Walter Connolly : M. Borden
- Verree Teasdale : Mme Borden
- James Ellison : Mike
- Tim Holt : Tim Borden
- Kathryn Adams : Katherine Borden
- Franklin Pangborn : Higgins
- Ferike Boros : Olga
- Louis Calhern : Dr Kessler
- Theodore von Eltz : Terwilliger
- Alexander D'Arcy : Maître d'Hôtel
- Lionel Pape : M. Pape, client du night-club
- Mildred Coles

## Autour du film
La fin du film n'est pas celle que souhaitait La Cava. Originellement l'histoire se terminait plus tristement. Cette fin dramatique n'a pas été appréciée lors des avant-premières, aussi les producteurs ont-ils incité La Cava à tourner le happy end qui a été conservé jusqu'à aujourd'hui.